# Haïtham ben Tariq
Haïtham ben Tariq (arabe : هيثم بن طارق), né le 13 octobre 1954 à Mascate, est sultan d'Oman depuis le 11 janvier 2020. Fils de Tariq ibn Taïmour, Premier ministre d'Oman du 14 août 1970 au 2 janvier 1972, il devient sultan le lendemain de la mort de son cousin Qabus ibn Saïd.

## Biographie

### Formation
Haïtham ben Tariq est diplômé en 1979 du Foreign Service Programme de l'université d'Oxford. Au début des années 1980, il dirige la Fédération d'Oman de football.

### Au gouvernement
Il est sous-secrétaire d'État aux Affaires politiques auprès du ministre des Affaires étrangères de 1986 à 1994, puis secrétaire général pour le ministère des Affaires étrangères de 1994 à 2002. De 2002 à 2004, il exerce la fonction de ministre du Patrimoine et de la Culture, puis est ministre honoraire jusqu'en 2020.

### Sultan d'Oman

#### Accession au trône
Le 11 janvier 2020, au lendemain de la mort de son cousin Qabus ibn Saïd, il devient, à l'âge de 65 ans, sultan d'Oman. Celui-ci le désigne comme héritier — parmi les plus de 80 autres membres de la famille royale — dans une lettre ouverte après sa mort, une volonté confirmée par une majorité de la famille royale.

#### Exercice du pouvoir
Le nouveau sultan promet de rester dans les lignes dessinées par son prédécesseur, un ton apprécié par la communauté internationale. Il annonce une politique étrangère reposant « sur la coexistence pacifique entre les nations […] et sur la non-ingérence dans les affaires intérieures des autres ».
Par un amendement constitutionnel en 2021, il est établi que le fils aîné du sultan est désormais nommé prince héritier. Jusqu'ici, il fallait attendre la mort du monarque pour connaître le nom de son successeur. Le sultan fait également modifier les lois constitutionnelles afin de garantir la liberté d'expression et de religion à Oman, tant pour les citoyens que les étrangers, sous réserve d'absence de trouble à l'ordre public.

## Vie privée
Marié à sa cousine, la sayyida Ahad bint Abdallah ben Hamad Al Saïd, il est père de deux fils et de deux filles, portant la qualification d'altesse :
1. le sayyid Theyazin ben Haïtham, né à Mascate, le 21 août 1990, titré prince héritier par décret royal le 12 janvier 2021 ; marié à sa cousine, la sayyida Meyyan bint Shihab ben Tariq Al Saïd à Mascate, le 11 novembre 2021 ;
2. le sayyid Bilarab ben Haïtham, né à Mascate, le 10 janvier 1995 ;
3. la sayyida Thuraya bint Haïtham ;
4. la sayyida Omaïma bint Haïtham.

L'homme politique omanais Asa'ad bin Tariq bin Taimur al Said est son frère.

## Titulature
- 13 octobre 1954 – 10 janvier 2020 : Son Altesse le prince Haïtham ben Tariq (naissance) ;
- Depuis le 11 janvier 2020 : Sa Majesté le sultan.

## Décorations étrangères
- Athir de l'ordre du Mérite national d'Algérie ( Algérie)
- Collier de l'ordre du roi Abdelaziz ( Arabie saoudite)
- Grand-croix d'or de l'ordre du Mérite ( Autriche)
- Collier de l'ordre du Cheikh Issa ben Salmane Al Khalifa (en) ( Bahreïn)
- Grand cordon de l’ordre de Léopold ( Belgique)
- Collier de l'ordre du Nil ( Égypte)
- Collier de l'ordre de Zayed ( Émirats arabes unis)
- Collier de l’ordre de Ali ibn Hussein ( Jordanie)
- Grand cordon de l'ordre suprême de la Renaissance ( Jordanie)
- Collier de l’ordre de Mubarak le Grand (en) ( Koweït)
- Chevalier grand-croix de l'ordre du Lion néerlandais ( Pays-Bas)
- Grand collier avec épée d'or de l'ordre de Jassim bin Mohammed Al Thani (en) ( Qatar)
- Chevalier grand-croix de l'ordre de Saint-Michel et Saint-Georges ( Royaume-Uni)
- Chevalier grand-croix de l'ordre royal de Victoria ( Royaume-Uni)
- Collier de l'ordre de la République ( Turquie)

## Ascendance
|  |                                      |  |  |  |  |  |  |  |  |  |  |  |  |  |  |  |
|  | 16. Turki ibn Saïd                   |  |  |  |  |  |  |  |  |  |  |  |  |  |  |  |
|  |                                      |  |  |  |  |  |  |  |  |  |  |  |  |  |  |  |
|  |                                      |  |  |  |  |  |  |  |  |  |  |  |  |  |  |  |
|  | 8. Faïsal ibn Turki                  |  |  |  |  |  |  |  |  |  |  |  |  |  |  |  |
|  |                                      |  |  |  |  |  |  |  |  |  |  |  |  |  |  |  |
|  |                                      |  |  |  |  |  |  |  |  |  |  |  |  |  |  |  |
|  | 17. une surma d'Éthiopie             |  |  |  |  |  |  |  |  |  |  |  |  |  |  |  |
|  |                                      |  |  |  |  |  |  |  |  |  |  |  |  |  |  |  |
|  |                                      |  |  |  |  |  |  |  |  |  |  |  |  |  |  |  |
|  | 4. Taïmur ibn Faïsal                 |  |  |  |  |  |  |  |  |  |  |  |  |  |  |  |
|  |                                      |  |  |  |  |  |  |  |  |  |  |  |  |  |  |  |
|  |                                      |  |  |  |  |  |  |  |  |  |  |  |  |  |  |  |
|  | 18. Thuwaïni ibn Sultan              |  |  |  |  |  |  |  |  |  |  |  |  |  |  |  |
|  |                                      |  |  |  |  |  |  |  |  |  |  |  |  |  |  |  |
|  |                                      |  |  |  |  |  |  |  |  |  |  |  |  |  |  |  |
|  | 9. Aliya bint Thuwaïni Al Saïd       |  |  |  |  |  |  |  |  |  |  |  |  |  |  |  |
|  |                                      |  |  |  |  |  |  |  |  |  |  |  |  |  |  |  |
|  |                                      |  |  |  |  |  |  |  |  |  |  |  |  |  |  |  |
|  | 19. Ghaliya bint Salim al-Busaïdiyah |  |  |  |  |  |  |  |  |  |  |  |  |  |  |  |
|  |                                      |  |  |  |  |  |  |  |  |  |  |  |  |  |  |  |
|  |                                      |  |  |  |  |  |  |  |  |  |  |  |  |  |  |  |
|  | 2. Tariq ibn Taïmour (ar)            |  |  |  |  |  |  |  |  |  |  |  |  |  |  |  |
|  |                                      |  |  |  |  |  |  |  |  |  |  |  |  |  |  |  |
|  |                                      |  |  |  |  |  |  |  |  |  |  |  |  |  |  |  |
|  | 5. Kamila Khanum                     |  |  |  |  |  |  |  |  |  |  |  |  |  |  |  |
|  |                                      |  |  |  |  |  |  |  |  |  |  |  |  |  |  |  |
|  |                                      |  |  |  |  |  |  |  |  |  |  |  |  |  |  |  |
|  | 1. Haïtham ben Tariq Al Saïd         |  |  |  |  |  |  |  |  |  |  |  |  |  |  |  |
|  |                                      |  |  |  |  |  |  |  |  |  |  |  |  |  |  |  |
|  |                                      |  |  |  |  |  |  |  |  |  |  |  |  |  |  |  |
|  | 12. Ahmad Al-Busaïdiyah              |  |  |  |  |  |  |  |  |  |  |  |  |  |  |  |
|  |                                      |  |  |  |  |  |  |  |  |  |  |  |  |  |  |  |
|  |                                      |  |  |  |  |  |  |  |  |  |  |  |  |  |  |  |
|  | 6. Hamud bin Ahmad Al-Busaïdiyah     |  |  |  |  |  |  |  |  |  |  |  |  |  |  |  |
|  |                                      |  |  |  |  |  |  |  |  |  |  |  |  |  |  |  |
|  |                                      |  |  |  |  |  |  |  |  |  |  |  |  |  |  |  |
|  | 3. Shawana ben Hamud Al-Busaïdiyah   |  |  |  |  |  |  |  |  |  |  |  |  |  |  |  |
|  |                                      |  |  |  |  |  |  |  |  |  |  |  |  |  |  |  |
|  |                                      |  |  |  |  |  |  |  |  |  |  |  |  |  |  |  |